# خالد شبيب
خالد شبيب، لاعب كرة قدم كويتي سابق. لعب في نادي التضامن الكويتي ومع منتخب الكويت لكرة القدم. وهو والد اللاعب عبد الله خالد شبيب لاعب نادي التضامن الكويتي.

## كأس الخليج 1984
سجل هدف في مرمى منتخب قطر لكرة القدم.